# Ronan Treussart
Ronan Treussart est un navigateur et un skipper professionnel français, né en 1982.

## Biographie
Il habite à Saint-Brieuc dans les Côtes-d'Armor. Il s'entraine au Pôle France de Port-la-Forêt (Finistère).
Ronan Treussart est Champion de France Espoir en 2004, 6e du championnat de France de course au large en solitaire en 2007. Il est sponsorisé par le Groupe Céléos entre 2006 et 2008. En 2010, il est sponsorisé sur le circuit Figaro par la compagnie aérienne Lufthansa.

## Palmarès
- 2010
  - Figaro 2 Lufthansa
    - 9e de la transat AG2R avec Yannick Le Clech
- 2009
  - 29e de la Solitaire du Figaro
  - 7e du Tour de Bretagne avec T. Vauchel-Camus
  - 14e de la Quiberon Solo
  - 11e de la Solo Portsdefrance.com
  - 7e de la Solo Figaro Massif Marine
- 2008
  -     - Figaro 2 Groupe Céléos
    - 19e de la Solitaire du Figaro
    - 7e de la Course des Falaises
    - 21e de la Transat AG2R avec A. Marchand
- 2007
  - Figaro 2 Groupe Céléos
    - 6e du Championnat de France de Course au Large en Solitaire
    - 7e de la Finale du Championnat de France de Course au Large
    - 9e du Tour de Bretagne avec A.Marchand
    - 15e de la Solitaire Afflelou le Figaro
    - 10e de la Cap Istanbul avec A.Marchand
    - 10e du Trophée BPE Belle Ile en Mer - Marie Galante
- 2006
  - Figaro 2 Groupe Céléos
    - 19e de la Transat AG2R avec Thomas Rouxel (équipage le plus jeune)
    - 20e et 3e bizuth de la Solo Méditerranée
    - 33e et 8e bizuth de la Solitaire Afflelou Le Figaro
    - 7e de la Course des Falaises
    - 18e du Championnat de France de Course au Large en Solitaire
- 2005
  - Vainqueur Tour du Finistère à la Voile, en Half Tonner, catégorie régate (skipper)
  - Finaliste du Challenge Espoir Crédit Agricole
  - 18e Tour de Bretagne à la Voile en double
  - 19e de la Route du Ponant
- 2004
  - Vainqueur Championnat de France Espoir First Class 8
  - 5e Championnat de Bretagne First Class 8 (skipper)
  - 10e du Championnat d'Europe Class 8
  - 5e du National Melgès 24
  - 2e Obelix Trophy, Mumm 30 (barreur)
  - 3e National Class 8
- 2003
  - Vainqueur Spi Ouest-France, First Class 8 (skipper)
  - Vainqueur Championnat de Bretagne First Class 8 (skipper)
  - Vainqueur du classement amateur Tour de France à la Voile (Mumm 30 ESSEC, barreur)
  - 3e National First Class 8 et 1er espoir …
  - 6e du Championnat de France Espoir